# MC1

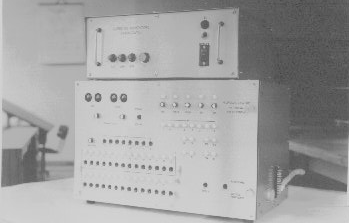
MC-1, vedere generală

MC1 este un calculator românesc produs în anii 1971 - 1972 la Institutul Politehnic din București, realizat în mare parte folosind tehnologia Felix C-256. Lucrează la viteza de 1 MHz (1 microinstrucțiune fiind executată în 4 perioade de ceas) și are o memorie de lucru de 3 × 256 biți. Intrarea și ieșirea datelor se realizează prin intermediul unui cititor/perforator de cartele.
Acest calculator a fost utilizat în special în domeniul industriei energetice, precum și pentru studii privind comportarea consumatorilor casnici de energie electrică.  Datele privind energia consumată, erau colectate în stațiile de distribuție a energiei electrice pe 16 canale numerice, la intervale de 5 s. În prima secundă a intervalului avea loc colectarea datelor, iar în următoarele 4 secunde aveau loc operații de prelucrare. La fiecare 15 minute un bloc de rezultate era stocat prin perforare pe bandă de hârtie. Operațiile de ieșire se suprapuneau cu operațiile de prelucrare. Acestea din urma constau, pentru fiecare dintre cele 16 puncte de achiziție, în stabilirea valorilor maximă, medie și medie pătratică ale puterii consumate. Fișierul realizat pe banda perforată era apoi prelucrat pe un sistem Felix C-256.